# 科马拉普拉姆
科马拉普拉姆（Komalapuram），是印度喀拉拉邦Alappuzha县的一个城镇。总人口43281（2001年）。

## 人口
该地2001年总人口43281人，其中男性21038人，女性22243人；0—6岁人口4775人，其中男2470人，女2305人；识字率84.24%，其中男性为86.11%，女性为82.48%。